# Gewone viltkop
De gewone viltkop (Inocybe dulcamara) is een paddenstoel uit de familie Inocybaceae. Ectomycorrhiza vormend met loofbomen, met name bij Eik (Quercus) en Wilg (Salix), soms ook met naaldbomen in bossen en struwelen op droge tot vochtige, kalkrijke tot zure bodem.

## Kenmerken

### Uiterlijke kenmerken
Hoed
De hoed heeft een diameter van 10 tot 40 mm. De vorm is klokvormig en later wordt deze vlak en golvend. Het oppervlak is droog, vezelig-draderig, maar zonder lichte tonen. De kleur is beige-rood met een olijftint, soms duidelijk olijfbruin. Het gordijn is vluchtig en er blijven niet veel resten over aan de rand van de hoed. Het velum op de hoed is indien aanwezig gelig of bruinig.
Lamellen
De lamellen zijn breed aangehecht. De kleur is eerst olijfgeel, dan roestig kaneel. 
Steel
De steel heeft een hoogte van 3 tot 6 cm en een dikte 0,3 tot 0,7 cm. Aanvankelijk is de steel vol, daarna leeg. De steel is cilindrisch en broos, met een iets verdikte basis. Het oppervlak is eerst witachtig, daarna bruinachtig - maar lichter gekleurd dan de hoed. De gehele lengte is bedekt met fibrillen. Hij heeft een vezelige ringzone, maar deze is minder goed waarneembaar dan de geringde viltkop (I. agardhii). 
Geur en smaak
Hij heeft geen uitgesproken smaak of is licht bitter. Hij heeft een vage of licht muffe geur. Sommige bronnen beschrijven de smaak en geur als aardachtig (M. Noordeloos).

### Microscopische kenmerken
De sporen zijn ovaal of boonvormig. De sporenmaat is 8-9 × 5-6 µm (M. Noordeloos), 8-11 × 5-6,5 µm (Fungi Temperate Europe) of 9-13 × 5,5-7,6 µm (G. Kibby). De sporen hebben een Q-getal < 2 waarmee het zich onderscheidt van de duinviltkop de een Q-getal heeft van > 2. Cheilocystidia zijn vaak duidelijk aanwezig en meten 30-50 × 10-20 µm. Ze zijn klein en weinig compact geplaatst, de lamelsnede ziet er nauwelijks bleker uit. Ze zijn knotsvormig, dunwandig, meestal in korte ketens, met gespen en soms voorzien van een septum en meten en meten 25-40 × 10-15 µm.

## Verspreiding
De gewone viltkop groeit op het noordelijk halfrond. Hij is bekend dat hij voorkomt in Europa, Noord-Amerika, India en Japan. In Nederland komt hij algemeen voor. Hij is niet bedreigd en staat niet op de rode lijst.

## Foto's

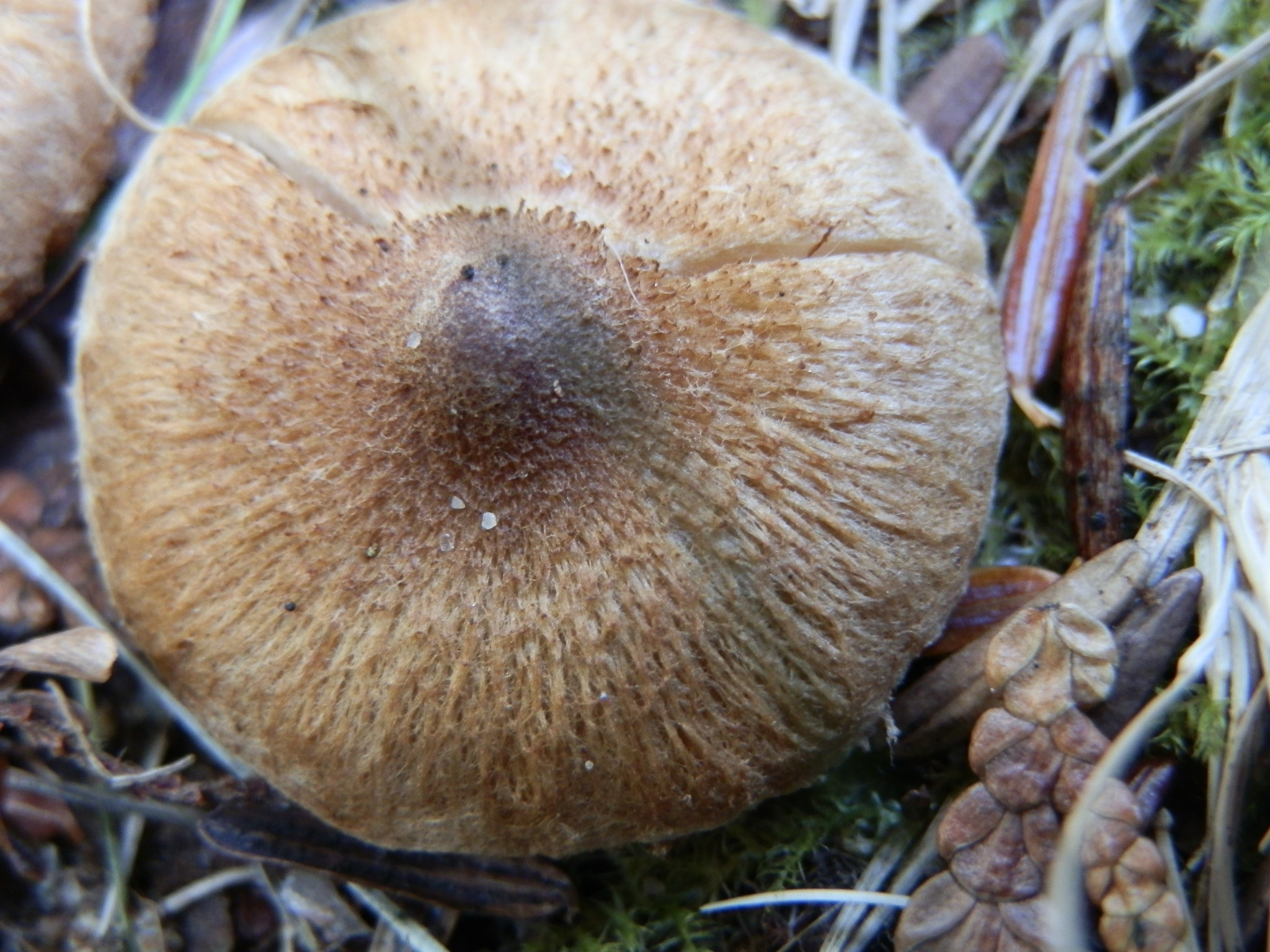
Hoed
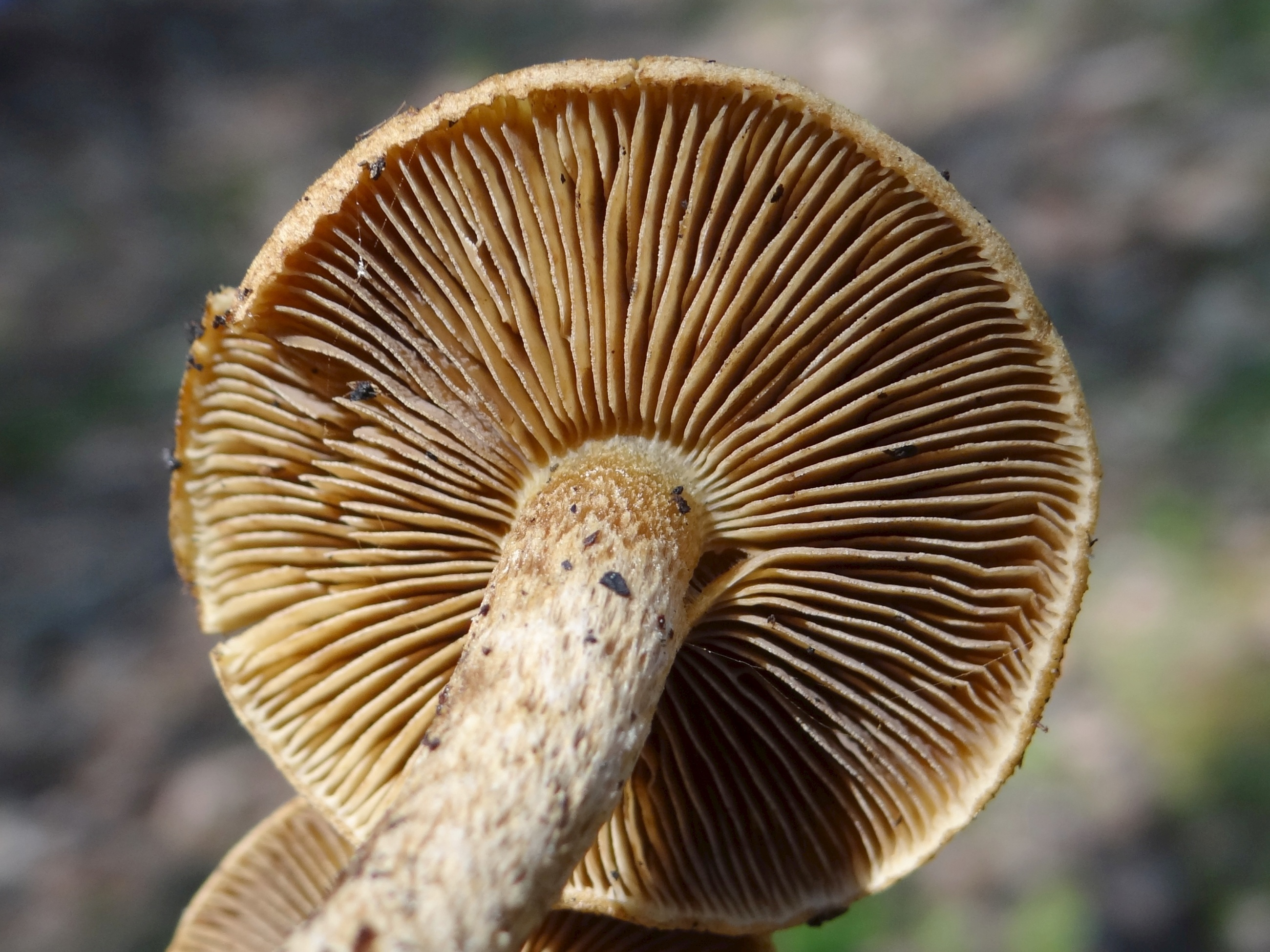
Lamellen
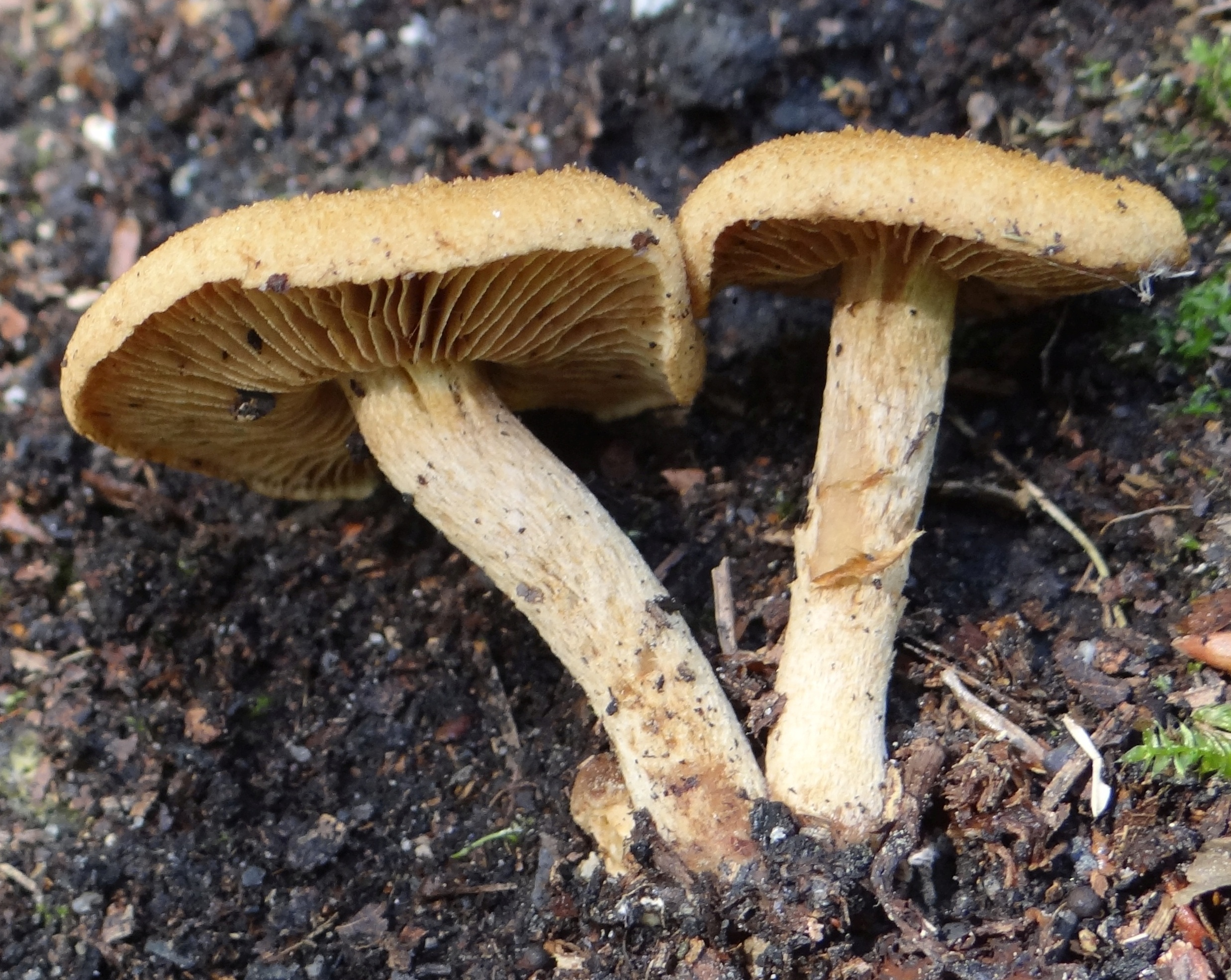
Steel en hoedrand